# Hieracium eustales
Hieracium eustales là một loài thực vật có hoa trong họ Cúc. Loài này được E.F.Linton & W.R.Linton mô tả khoa học đầu tiên năm 1893.